# Viktor Parma
Viktor Parma (Trieste, 20 febbraio 1858 – Marburgo sulla Drava, 25 dicembre 1924) è stato un compositore sloveno, di origini italiane.

## Biografia
Parma studiò composizione mentre era studente di legge a Vienna. Il suo maestro di composizione fu Anton Bruckner. Tra la fine del XIX e il XX secolo egli divenne il più popolare e prolifico compositore d'opere in Slovenia. Dopo la prima guerra mondiale ebbe la nomina a direttore artistico del Teatro Nazionale di Maribor.
Nel primo periodo della sua attività compositiva Parma prese a modello Ivan Zajc, compositore fondatore della scuola nazionale croata (che aveva studiato a Milano, da ciò l'equivoco che Parma si modellò su esempi italiani). L'intento di Parma era quello di creare la scuola nazionale slovena. Il suo stile migliorò molto nelle opere successive, dove gli influssi di Smetana, Dvorak e Ciaikovski permisero a Parma di acquisire uno stile genuinamente slavo, che, fuso con lo stile del canto popolare sloveno, portò appunto alla nascita dell'opera nazionale slovena. Stile che si ritrova anche nelle sue operette, sebbene qui il modello viennese sia pure evidente. Parma compose tutti i suoi lavori su testi scritti in lingua slovena, divenendo così l'autore che per primo compose lavori per il teatro in tale lingua.
Contemporaneamente Parma compose anche lavori di altro genere, fra cui due cantate, molti brani pianistici, cori, Lieder per canto e pianoforte, musiche di scena e un quartetto per archi.
Il suo capolavoro è l'opera Zlatorog, basata su un'epica leggenda delle Alpi Giulie, riguardante il mitico camoscio dalle corna d'oro, opera nella quale è indubbio un piccolo influsso dell'opera alpina La Wally di Alfredo Catalani.
L'ultima opera di Parma, Pavliha, su soggetto comico popolare sloveno, rimase incompiuta per la morte del compositore. Il suo allievo Ivo Muvich la completò, ma ciononostante l'opera sinora non è mai stata ancora rappresentata.
Subito dopo la seconda guerra mondiale il nuovo regime comunista jugoslavo considerò le opere di Parma (che era già morto da tanti anni) musica reazionaria, in quanto una sua opera era stata eseguita a Lubiana durante l'occupazione nazista, e ne vietò l'esecuzione. Appena nel 1977 e nel 1983 a Maribor si provò timidamente a riesumarlo, ma senza un vero e proprio seguito. Quindi solamente nel 2002 si ebbe al teatro di Lubiana la riscoperta di Parma, seguita poi da esecuzioni di suoi lavori a Novo Mesto e a Maribor. È comunque indubbio che a causa del lungo silenzio imposto alla sua musica dal regime jugoslavo, Parma non gode ancora presso l'opinione pubblica slovena di quegli effettivi meriti che dovrebbero essergli attribuiti come iniziatore della scuola musicale nazionale.
Nella vecchia "Enciklopedija Jugoslavije" (incompiuta a causa della dissoluzione della nazione) il prof. Primož Kuret definì Parma "verdiano" e "verista", basandosi semplicemente sul fatto che l'opera Urh, grof celjski risente dello stile del croato Ivan Zajc che aveva studiato a Milano, e che la delicata opera Ksenija è in un atto unico con intermezzo, cosa esistente pure nella totalmente diversa Cavalleria Rusticana di Mascagni. Nella nuova "Enciklopedija Slovenije", al vol. 8 a pag. 244, il giudizio del Kuret è riportato integralmente.
Dopo l'uscita nel 2002 del libro su Parma di Petronio, che con approfondite analisi musicali di tutte le opere del compositore dimostra l'evidente influsso slavo nella melodica e cantabile musica di Parma ad opera di Zajc, Smetana, Dvorak e Ciaikovski nonché il fatto che l'influsso della catalaniana Wally sia dovuto allo stile mitteleuropeo di Catalani, nel 2008 la nuova enciclopedia "Osebnosti veliki slovenski biografski leksikon", a pag. 798 del secondo volume (intervento non firmato), riprende i nuovi concetti. Tali concetti sono stati ulteriormente approfonditi nel programma di sala stampato dal Teatro dell'opera di Maribor nel 2009, in seguito alla rappresentazione dell'opera Zlatorog, esposti dai musicologi Manica Spendal e Viktor Pompè.
La musica di Parma rientra quindi nel fenomeno delle "scuole nazionali", ritardatarie nel complesso generale dell'evoluzione musicale, ma perfettamente logiche in patria. La qualità della sua musica lo porta alla pari di autori quali Smetana, Grieg, Berwald, Catalani.
Viktor Parma, a causa del silenzio imposto su di lui dal regime jugoslavo, è stato a lungo ignorato dalla musicologia sia slovena che europea. La lacuna è stata colmata nel 2002 dalla biografia Viktor Parma - Oče slovenske opere ("Viktor Parma - Il padre dell'opera slovena"), che tratta la vita e la produzione musicale del compositore in modo completo, scritta dal musicologo triestino Paolo Petronio.
Rimane invece insoluto il problema della città natale del compositore, dove Parma non viene più eseguito dal 1913. Sebbene le opere liriche di Parma siano le migliori composte da un musicista nato a Trieste, il fatto che i libretti delle sue opere siano in una lingua marginale rispetto alla tradizione culturale della città fa sì che la sua musica sia completamente ignorata e il compositore del tutto dimenticato.

## Composizioni

### Lavori operistici
- Urh, grof celjski (opera, 1894) (Uhr, il conte di Celje)
- Ksenija (opera, 1896)
- Stara pesem (romanza drammatica, 1897) (La vecchia canzoncina)
- Caričine Amazonke (operetta, 1902) (Le amazzoni della zarina)
- Nečak (operetta, 1906) (Il nipote)
- Venerin hram (operetta, 1908) (Il tempio di Venere)
- Zaročnik v škripcih (operetta, 1917) (Il fidanzato nell'imbarazzo)
- Zlatorog (opera, 1919) (L'auricorno)
- Pavliha (opera comica, 1924) incompiuta, completata da I. Muvich, non rappresentata

### Altri lavori
- Povodni mož (ballata per solo, coro e orchestra, 1910) (L'uomo delle acque)
- Sveti Senan (ballata per coro e pianoforte, 1922) (Santo Senano)
- Altri cori
- Quartetto d'archi (1923)
- Pezzi per pianoforte